# Lijst van voetbalinterlands Oman - Verenigde Arabische Emiraten
Deze lijst van voetbalinterlands is een overzicht van alle officiële voetbalwedstrijden tussen de nationale teams van Oman en de Verenigde Arabische Emiraten. De landen speelden tot op heden 35 keer tegen elkaar. De eerste ontmoeting, een wedstrijd tijdens de Golf Cup of Nations 1976, vond plaats in Doha (Qatar) op 10 april 1976. Het laatste duel, een groepswedstrijd tijdens de Golf Cup of Nations 2024, werd gespeeld op 27 december 2024 in Koeweit.

## Wedstrijden
| №  | Plaats      | Datum             | Competitie                 | Wedstrijd                           | Uitslag |
| -- | ----------- | ----------------- | -------------------------- | ----------------------------------- | ------- |
| 1  | Doha        | 10 april 1976     | Golf Cup of Nations 1976   | Verenigde Arabische Emiraten – Oman | 1 – 1   |
| 2  | Bagdad      | 9 april 1979      | Golf Cup of Nations 1979   | Verenigde Arabische Emiraten – Oman | 4 – 0   |
| 3  | Abu Dhabi   | 2 april 1982      | Golf Cup of Nations 1982   | Verenigde Arabische Emiraten – Oman | 3 – 1   |
| 4  | Muscat      | 21 maart 1984     | Golf Cup of Nations 1984   | Verenigde Arabische Emiraten − Oman | 1 − 1   |
| 5  | Jeddah      | 24 oktober 1984   | Azië Cup 1984 kwalificatie | Verenigde Arabische Emiraten − Oman | 8 − 0   |
| 6  | Riffa       | 30 maart 1986     | Golf Cup of Nations 1986   | Oman − Verenigde Arabische Emiraten | 0 − 1   |
| 7  | Daegu       | 29 september 1986 | Aziatische Spelen 1986     | Oman − Verenigde Arabische Emiraten | 0 − 0   |
| 8  | Riyad       | 17 maart 1988     | Golf Cup of Nations 1988   | Verenigde Arabische Emiraten − Oman | 1 − 0   |
| 9  | Koeweit     | 22 februari 1990  | Golf Cup of Nations 1990   | Oman − Verenigde Arabische Emiraten | 1 − 1   |
| 10 | Doha        | 9 december 1992   | Golf Cup of Nations 1992   | Oman − Verenigde Arabische Emiraten | 0 − 1   |
| 11 | Abu Dhabi   | 16 november 1994  | Golf Cup of Nations 1994   | Oman − Verenigde Arabische Emiraten | 0 − 2   |
| 12 | Muscat      | 24 oktober 1996   | Golf Cup of Nations 1996   | Oman − Verenigde Arabische Emiraten | 0 − 0   |
| 13 | Riffa       | 3 november 1998   | Golf Cup of Nations 1998   | Verenigde Arabische Emiraten − Oman | 3 − 2   |
| 14 | Muscat      | 21 februari 2000  | Vriendschappelijk          | Oman − Verenigde Arabische Emiraten | 0 − 1   |
| 15 | Muscat      | 27 maart 2001     | Vriendschappelijk          | Oman − Verenigde Arabische Emiraten | 2 − 1   |
| 16 | Muscat      | 14 september 2001 | WK 2002 kwalificatie       | Oman − Verenigde Arabische Emiraten | 1 − 1   |
| 17 | Abu Dhabi   | 15 oktober 2001   | WK 2002 kwalificatie       | Verenigde Arabische Emiraten − Oman | 2 − 2   |
| 18 | Riyad       | 16 januari 2002   | Golf Cup of Nations 2002   | Verenigde Arabische Emiraten − Oman | 1 − 0   |
| 19 | Muscat      | 25 september 2002 | Vriendschappelijk          | Oman − Verenigde Arabische Emiraten | 2 − 1   |
| 20 | Koeweit     | 31 december 2003  | Golf Cup of Nations 2003   | Oman − Verenigde Arabische Emiraten | 2 − 0   |
| 21 | Doha        | 13 december 2004  | Golf Cup of Nations 2004   | Oman − Verenigde Arabische Emiraten | 2 − 1   |
| 22 | Al Ain      | 11 oktober 2005   | Vriendschappelijk          | Verenigde Arabische Emiraten − Oman | 2 − 2   |
| 23 | Dubai       | 22 februari 2006  | Azië Cup 2007 kwalificatie | Verenigde Arabische Emiraten − Oman | 1 − 0   |
| 24 | Muscat      | 11 oktober 2006   | Azië Cup 2007 kwalificatie | Oman − Verenigde Arabische Emiraten | 2 − 1   |
| 25 | Abu Dhabi   | 17 januari 2007   | Golf Cup of Nations 2007   | Verenigde Arabische Emiraten − Oman | 1 − 2   |
| 26 | Abu Dhabi   | 30 januari 2007   | Golf Cup of Nations 2007   | Verenigde Arabische Emiraten − Oman | 1 − 0   |
| 27 | Muscat      | 19 maart 2008     | Vriendschappelijk          | Oman − Verenigde Arabische Emiraten | 1 − 1   |
| 28 | Aden        | 26 november 2010  | Golf Cup of Nations 2010   | Oman − Verenigde Arabische Emiraten | 0 − 0   |
| 29 | Madinat Isa | 11 januari 2013   | Golf Cup of Nations 2013   | Verenigde Arabische Emiraten − Oman | 2 − 0   |
| 30 | Riyad       | 14 november 2014  | Golf Cup of Nations 2014   | Verenigde Arabische Emiraten − Oman | 0 − 0   |
| 31 | Riyad       | 25 november 2014  | Golf Cup of Nations 2014   | Oman − Verenigde Arabische Emiraten | 0 − 1   |
| 32 | Koeweit     | 22 december 2017  | Golf Cup of Nations 2017   | Oman − Verenigde Arabische Emiraten | 0 − 1   |
| 33 | Koeweit     | 5 januari 2018    | Golf Cup of Nations 2017   | Oman − Verenigde Arabische Emiraten | 0 − 0   |
| 34 | Abu Dhabi   | 6 januari 2024    | Vriendschappelijk          | Verenigde Arabische Emiraten − Oman | 0 − 1   |
| 35 | Koeweit     | 27 december 2024  | Golf Cup of Nations 2024   | Verenigde Arabische Emiraten − Oman | 1 − 1   |
| 36 | Doha        | 11 oktober 2025   | WK 2026 kwalificatie       | Verenigde Arabische Emiraten − Oman |         |

## Samenvatting
| Competitie            | Totaal gespeeld | Winst Oman | Gelijk | Winst V.A.E. | Doelsaldo Oman – V.A.E. |
| --------------------- | --------------- | ---------- | ------ | ------------ | ----------------------- |
| WK-kwalificatie       | 2               | 0          | 2      | 0            | 3 − 3                   |
| Azië Cup-kwalificatie | 3               | 1          | 0      | 2            | 2 − 10                  |
| Golf Cup of Nations   | 23              | 3          | 8      | 12           | 13 − 27                 |
| Aziatische Spelen     | 1               | 0          | 1      | 0            | 0 − 0                   |
| Vriendschappelijk     | 6               | 3          | 2      | 1            | 8 − 6                   |
| Totaal                | 35              | 7          | 13     | 15           | 26 − 46                 |

OFA · A-internationals · Bondscoaches · Statistieken · Olympisch elftal · Oman U21 · Oman U20 · Oman U19 · Oman U18 · Oman U17
1970 – 1979 · 
1980 – 1989 · 
1990 – 1999 · 
2000 – 2009 · 
2010 – 2019 ·
2020 − 2029
1974 · 
1975 · 
1976 · 
1977 · 
1978 · 
1979 · 
1980 · 
1981 · 
1982 · 
1983 · 
1984 · 
1985 · 
1986 · 
1987 · 
1988 · 
1989 · 
1990 · 
1991 · 
1992 · 
1993 · 
1994 · 
1995 · 
1996 · 
1997 · 
1998 · 
1999 · 
2000 · 
2001 · 
2002 · 
2003 · 
2004 · 
2005 · 
2006 · 
2007 · 
2008 · 
2009 · 
2010 · 
2011 · 
2012 · 
2013 · 
2014 ·
2015 ·
2016 ·
2017 ·
2018 ·
2019 ·
2020 ·
2021 ·
2022 ·
2023
Afghanistan ·
Algerije ·
Australië ·
Azerbeidzjan ·
Bahrein ·
Bangladesh ·
Benin ·
Bhutan ·
Bosnië en Herzegovina ·
Brazilië ·
Bulgarije ·
Burkina Faso ·
Chili ·
China ·
Congo-Kinshasa ·
Costa Rica ·
Duitsland ·
Ecuador ·
Egypte ·
Estland ·
Filipijnen ·
Finland ·
Gabon ·
Guam ·
Haïti ·
Hongkong ·
Ierland ·
India ·
Indonesië ·
Irak ·
Iran ·
Japan ·
Jemen ·
Jordanië ·
Kazachstan ·
Kenia ·
Kirgizië ·
Koeweit ·
Kosovo ·
Laos ·
Letland ·
Libanon ·
Liberia ·
Libië ·
Macau ·
Malediven ·
Maleisië ·
Mali ·
Marokko ·
Mauritanië ·
Mozambique ·
Myanmar ·
Nepal ·
Nieuw-Zeeland ·
Noord-Korea ·
Noord-Macedonië ·
Noorwegen ·
Oezbekistan ·
Pakistan ·
Palestina ·
Paraguay ·
Qatar ·
Saoedi-Arabië ·
Senegal ·
Singapore ·
Slovenië ·
Soedan ·
Somalië ·
Sri Lanka ·
Syrië ·
Tadzjikistan ·
Taiwan ·
Thailand ·
Togo ·
Tunesië ·
Turkmenistan ·
Uruguay ·
Verenigde Arabische Emiraten ·
Verenigde Staten ·
Vietnam ·
Wit-Rusland ·
Zambia ·
Zimbabwe ·
Zuid-Korea ·
Zweden ·
Zwitserland
UAEFA · A-internationals · Bondscoaches · Statistieken · Olympisch elftal · Vrouwenelftal van de Verenigde Arabische Emiraten · VA Emiraten U21 · VA Emiraten U19 · VA Emiraten U17
1972 – 1979 ·
1980 – 1989 ·
1990 – 1999 ·
2000 – 2009 ·
2010 – 2019 ·
2020 − 2029
OS 2012
Algerije ·
Andorra ·
Angola ·
Argentinië ·
Armenië ·
Australië ·
Azerbeidzjan ·
Bahrein ·
Bangladesh ·
Benin ·
Bolivia ·
Brazilië ·
Brunei ·
Bulgarije ·
Chili ·
China ·
Colombia ·
Costa Rica ·
Denemarken ·
Dominicaanse Republiek ·
Duitsland ·
Egypte ·
Estland ·
Filipijnen ·
Finland ·
Gabon ·
Gambia ·
Georgië ·
Haïti ·
Honduras ·
Hongarije ·
Hongkong ·
IJsland ·
India ·
Indonesië ·
Irak ·
Iran ·
Japan ·
Jemen ·
Joegoslavië ·
Jordanië ·
Kazachstan ·
Kenia ·
Kirgizië ·
Koeweit ·
Laos ·
Libanon ·
Libië ·
Litouwen ·
Maleisië ·
Malta ·
Marokko ·
Mauritanië ·
Moldavië ·
Myanmar ·
Nepal ·
Nieuw-Zeeland ·
Noord-Korea ·
Noorwegen ·
Oekraïne ·
Oezbekistan ·
Oman ·
Oost-Timor ·
Pakistan ·
Palestina ·
Paraguay ·
Peru ·
Polen ·
Qatar ·
Roemenië ·
Rusland ·
Saoedi-Arabië ·
Senegal ·
Singapore ·
Slovenië ·
Slowakije ·
Soedan ·
Sri Lanka ·
Syrië ·
Tadzjikistan ·
Thailand ·
Togo ·
Trinidad en Tobago ·
Tsjechië ·
Tunesië ·
Turkmenistan ·
Uruguay ·
Venezuela ·
Vietnam ·
Wit-Rusland ·
Zuid-Afrika ·
Zuid-Korea ·
Zweden ·
Zwitserland